# Evelyn Colyer
Evelyn Lucy Colyer Munro (Wandsworth, 16 de agosto de 1902 - Bishnath, 6 de novembro de 1930) foi uma tenista britânica. Medalhista olímpica de bronze em duplas, em 1924.

## Biografia
Evelyn Colyer era a filha mais velha de Sir Frank Colyer, um eminente cirurgião-dentista. Ela atraiu a atenção pela primeira vez com a parceira Joan Austin quando chegaram à final de duplas de Wimbledon em 1923. Apelidadas de "The Babes" pela mídia, porque suas idades combinadas eram de pouco mais de 41 anos, elas não foram páreo para a dupla Suzanne Lenglen e Helen Wills na final, quando a dupla franco-americana venceu por 6-3 e 6-1. Colyer viajou para Paris para as Olimpíadas de 1924, onde ganhou a medalha de bronze nas duplas com Dorothy Shepherd-Barron. Ela também fez sua estreia na Wightman Cup no primeiro time vencedor da Grã-Bretanha em 1924. Estava no time vencedor no ano seguinte, mas em 1926 Colyer e Kitty McKane perderam as duplas decisivas, após vencer o primeiro set, para dar aos americanos uma vitória por 4 a 3. Com McKane, ela foi vice-campeã do campeonato francês em 1925 e, um ano depois, foi finalista derrotada nos campeonatos francês e de Wimbledon. Ela teve um raro momento de sucesso em simples em 1926, quando conquistou o título em quadra coberta do Queen's Club.
Evelyn Colyer conheceu o plantador de chá indiano Hamish Munro em uma viagem de esqui na Suíça e, cinco semanas depois, em fevereiro de 1930, eles se casaram e se mudaram para a Índia. Em 27 de outubro de 1930, ela deu à luz gêmeos, um menino e uma menina, mas uma semana depois, Evelyn faleceu, assim como os gêmeos. Ela havia se aposentado do tênis após o casamento e já havia recusado ofertas para se tornar profissional e também para seguir carreira nos palcos.

## Grand Slam finais

### Duplas: 4 (4 vices)
| Resultado | Ano  | Torneio              | Parceira     | Oponentes                           | Placar         |
| Vice      | 1923 | Wimbledon            | Joan Austin  | Suzanne Lenglen Elizabeth Ryan      | 3–6, 1–6       |
| Vice      | 1925 | French Championships | Kitty McKane | Suzanne Lenglen Julie Vlasto        | 1–6, 11–9, 2–6 |
| Vice      | 1926 | French Championships | Kitty McKane | Suzanne Lenglen Julie Vlasto        | 1–6, 1–6       |
| Vice      | 1926 | Wimbledon            | Kitty McKane | Mary Kendall Browne Randolph Lycett | 1–6, 1–6       |